# Hosuru, Tirthahalli
Hosuru là một làng thuộc tehsil Tirthahalli, huyện Shimoga, bang Karnataka, Ấn Độ.